# كهوف بينداي
كهوف بينداي كاليدونيا الجديدة هي موقع أثري وعلم الأحياء القديمة مهم لدراسة الاستيطان البشري في عصور ما قبل التاريخ بالإضافة إلى حيوانات الهولوسين في الجزيرة. احتل البشر منطقة بينداي لفترات متفاوتة على مدار 2800 عام الماضية.